# Hessen
Hessen là một bang của Đức ngày nay, với diện tích 21.114 km² và dân số 6,1 triệu người. Thủ phủ của tiểu bang này là Wiesbaden. Thành phố lớn nhất của bang Hessen là Frankfurt am Main.

## Địa lý

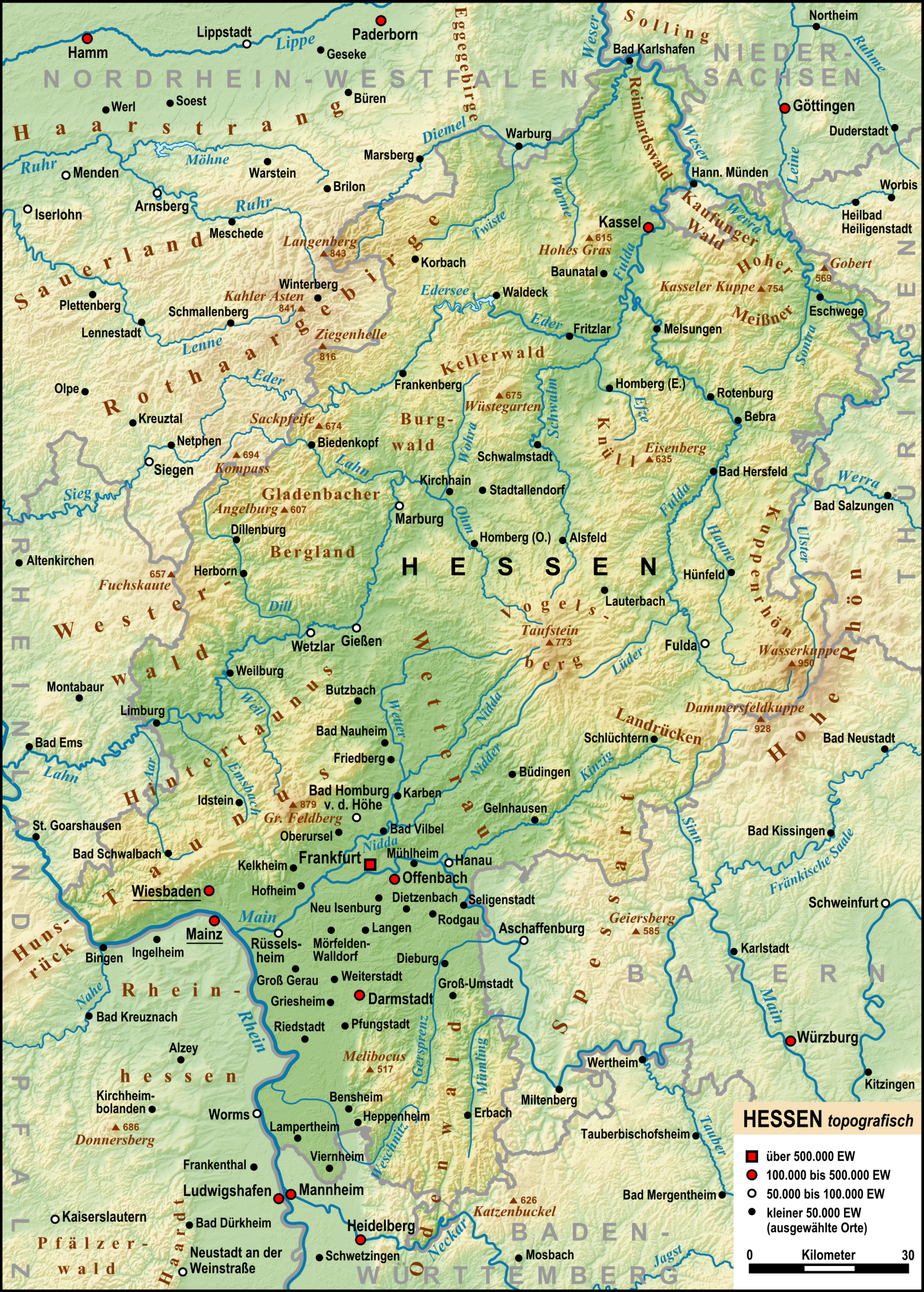
Bản đồ địa lý bang Hessen

Nằm ở trung tâm của phía tây nước Đức, bang Hessen tiếp giáp với các bang (bắt đầu từ phía bắc và theo chiều kim đồng hồ) Niedersachsen, Thüringen, Bayern, Baden-Württemberg, Rheinland-Pfalz và Nordrhein-Westfalen.
Các thành phố lớn của Hessen gồm Frankfurt am Main, Wiesbaden, Darmstadt, Offenbach, Hanau, Gießen, Wetzlar, và Limburg trong vùng Rhine Lớn, Fulda ở phía đông, và Kassel và Marburg ở phía bắc.
Các con sông lớn chảy qua bang bao gồm sông Fulda và sông Eder ở phía bắc, sông Lahn chảy qua trung tâm Hessen, và sông Main và Rhine ở phía bắc. Vùng nông thôn của bang có địa hình chủ yếu là đồi và nhiều rặng núi, bao gồm các rặng núi Rhön, Westerwald, Taunus, Vogelsberg, Knüll và Spessart.
Đa phần dân cư của bang Hessen tập trung ở phía nam của bang trong vùng Rhine Lớn. Sông Rhine là biên giới tự nhiên của bang Hessen về phía đông nam, chỉ có nhánh nhỏ của con sông này là Alt-Rhein chảy qua bang. Rặng núi giữa sông Main và Neckar được gọi là Odenwald. Vùng đồng bằng giữa sông Main, Rhine và Neckar, và rặng núi Odenwald được đặt tên là Ried.
Hessen được coi là bang xanh nhất nước Đức do có diện tích rừng bao phủ tới 42% diện tích bang.

## Hệ thống hành chính

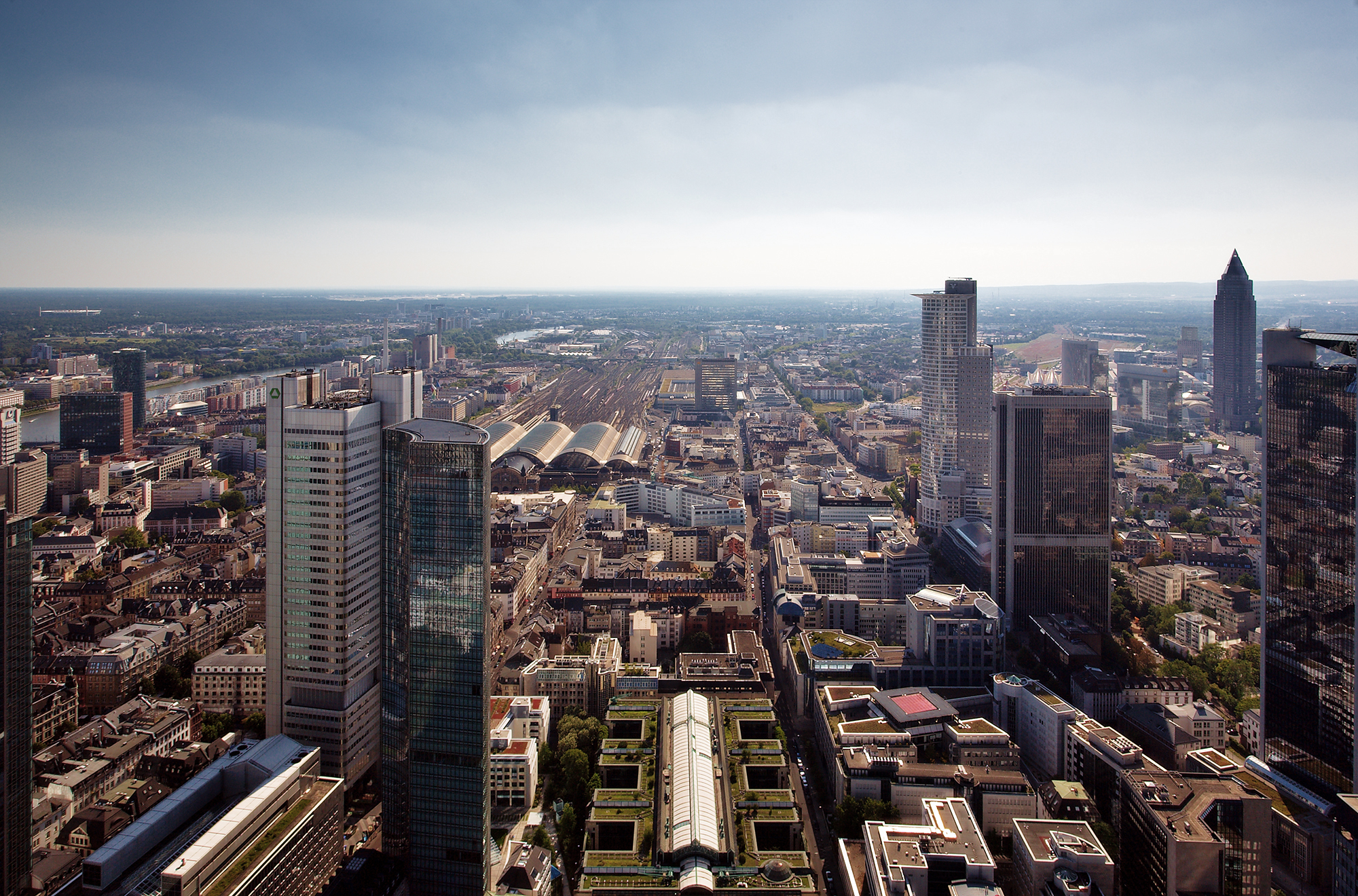
Frankfurt am Main

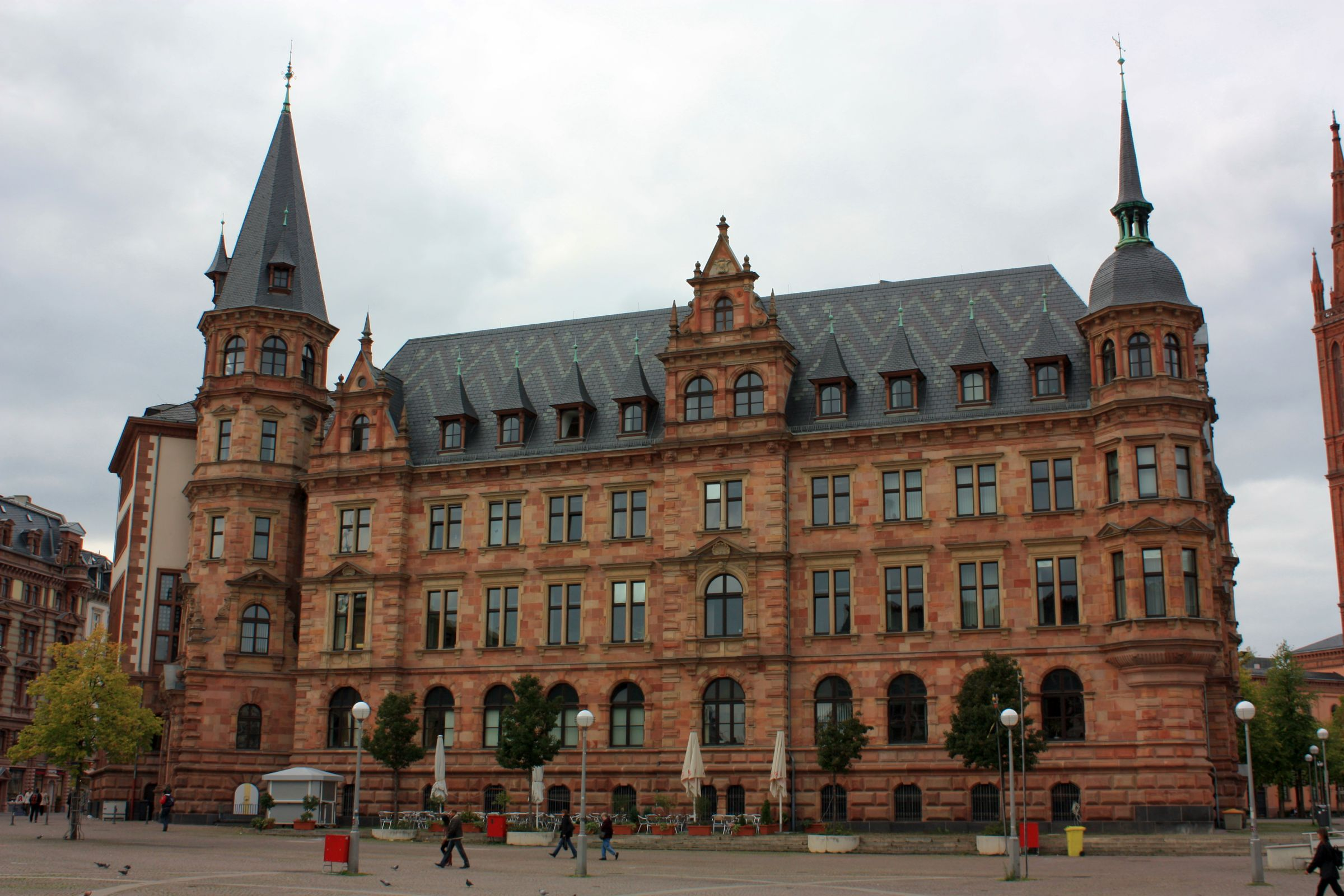
Wiesbaden

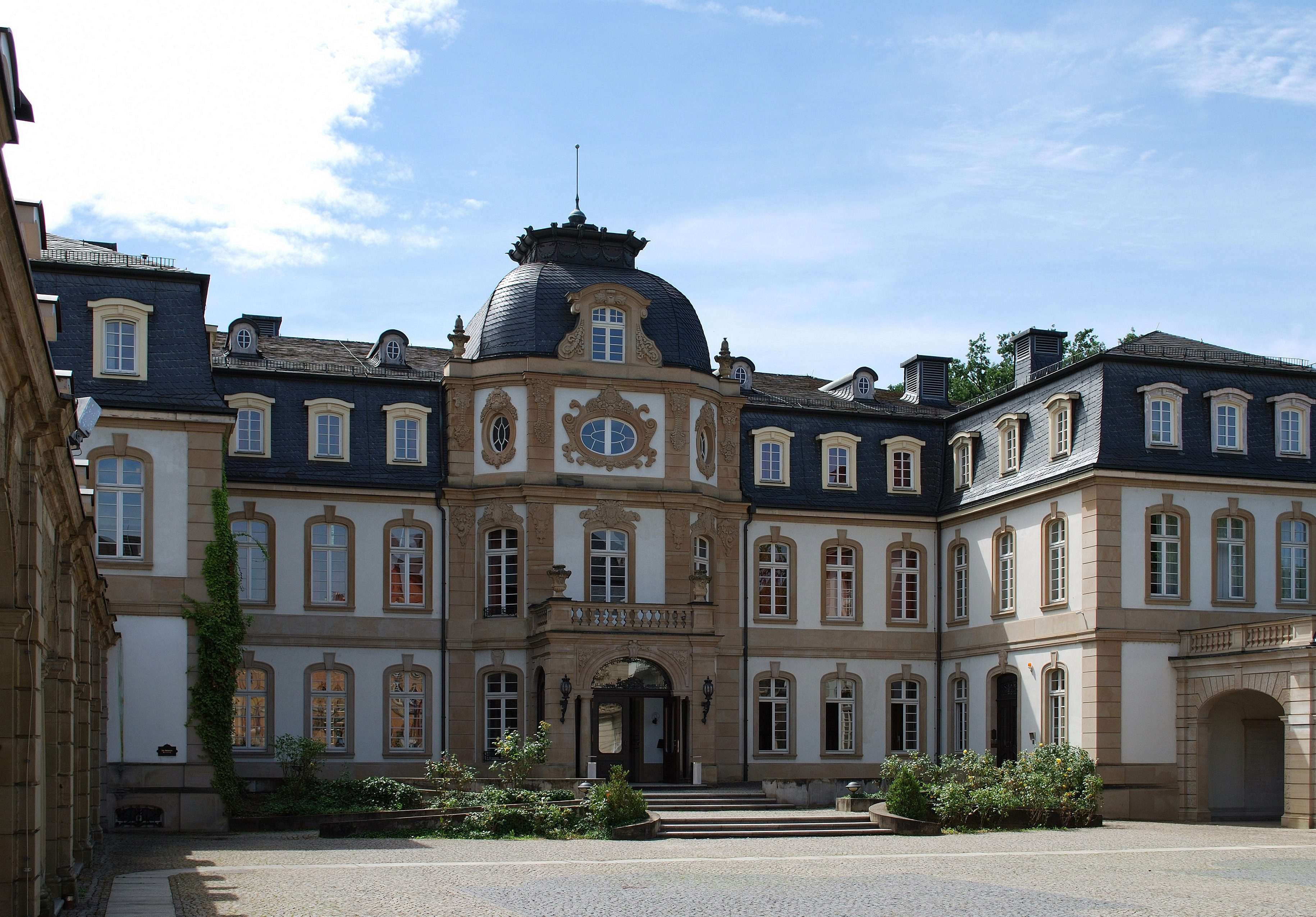
Offenbach am Main

Hessen được chia thành 21 quận và 5 thành phố độc lập (bên cạnh là ký hiệu viết tắt, được sử dụng trên biển số xe cơ giới):
| 1. Bergstraße (Heppenheim) (HP) 2. Darmstadt-Dieburg (Darmstadt) (DA) 3. Groß-Gerau (Groß-Gerau) (GG) 4. Hochtaunus (Bad Homburg) (HG) 5. Main-Kinzig (Gelnhausen) (MKK) 6. Main-Taunus (Hofheim am Taunus) (MTK) 7. Odenwald (huyện) (Erbach) (ERB) 8. Offenbach (huyện) (Dietzenbach) (OF) 9. Rheingau-Taunus (Bad Schwalbach) (RÜD) 10. Wetterau (huyện) (Friedberg) (FB) 11. Gießen (huyện) (Gießen) (GI) 12. Lahn-Dill (Wetzlar) (LDK) 13. Limburg-Weilburg (Limburg) (LM) 14. Marburg-Biedenkopf (Marburg) (MR) 15. Vogelsberg (huyện) (Lauterbach) (VB) 16. Fulda (huyện) (Fulda) (FD) 17. Hersfeld-Rotenburg (Bad Hersfeld) (HEF) 18. Kassel (huyện) (Kassel) (KS) 19. Schwalm-Eder (Homberg (Efze)) (HR) 20. Werra-Meißner (Eschwege) (ESW) 21. Waldeck-Frankenberg (Korbach) (KB) |

Các thành phố độc lập:
1. Darmstadt (DA)
2. Frankfurt am Main (F)
3. Kassel (KS)
4. Offenbach am Main (OF)
5. Wiesbaden (WI)

Các vùng hành chính tại Hessen: Darmstadt, Gießen, Kassel